# North Shore (Isla del Príncipe Eduardo)
North Shore es un municipio rural canadiense situado en la provincia de Isla del Príncipe Eduardo.

## Superficie
North Shore tiene una superficie de 71,13 km².

## Demografía
En 2021, tenía 2500 habitantes, una densidad poblacional de 35,1 hab./km², y 1358 viviendas.